# Narval (U-Boot, 1900)
Die Narval (französisch Narwal, Kennung: Q 4) war das erste U-Boot der französischen Marine mit einem Hybridantrieb aus einem Elektro- und einem Verbrennungsmotor.

## Details
Obwohl die Morse noch im Bau war, schrieb der neue französische Kriegsminister Édouard Lockroy im Jahre 1896 einen Wettbewerb für ein neues U-Boot aus. Die Ausschreibung forderte ein 200 ts verdrängendes U-Boot, das über Wasser 100 Seemeilen und getaucht 10 Seemeilen weit fahren sollte. Die von Maxime Laubeuf (auch Laubœuf) entwickelte Konstruktion konnte sich gegen 28 Konkurrenten durchsetzen und wurde in Auftrag gegeben. Die Narval wurde 1900 in Dienst gestellt.
Das U-Boot besaß gegenüber seinen Vorgängern Gymnote, Gustave Zédé und Morse zwei revolutionäre Neuerungen:
1. Zusätzlich zu einem Bleiakkumulator-gespeisten Elektromotor für die Tauchfahrt wurde eine Dampfmaschine für die Überwassermarschfahrt und zum Aufladen der Akkumulatoren genutzt. Die rein elektrisch angetriebenen Vorgänger der Narval wurden von der französischen Marine als Sousmarines (U-Boote) bezeichnet. Abgesehen von Atom-U-Booten nutzen moderne U-Boote einschließlich der neuesten außenluftunabhängig betriebenen Konstruktionen grundsätzlich bis heute das kombinierte Antriebskonzept der Narval. Die französische Marine bezeichnete solche U-Boote mit einem Hybridantrieb aus E-Maschine und Verbrennungsmotor als Submersibles (Tauchboote). Der irischstämmige US-Amerikaner John Philip Holland entwickelte zur selben Zeit U-Boote für die US-Navy, die ebenfalls mit einem kombinierten Antrieb ausgestattet waren.
2. Erstmals wurde ein Zweihüllenrumpf genutzt. Die Treibstofftanks und die Tauchzellen befanden sich zwischen äußerer und innerer Hülle. Das von Labeuf entwickelte Zweihüllenkonzept war bis nach dem Zweiten Weltkrieg die Grundlage der meisten U-Boot-Konstruktionen weltweit. Bis zum heutigen Tag sind mehrere moderne russische U-Boot-Klassen Zweihüllenboote.

Konstruktionsbedingt war der Abtauchvorgang kompliziert, langwierig und sogar gefährlich. Das Tauchboot brauchte bis zu 15 Minuten, um abzutauchen. Der Brenner des Dampfkessels musste gelöscht, der Schornstein umgeklappt und die Abgasabfuhr druckfest abgedichtet werden. Die aufwendige druckdichte Gestaltung des Abgassystems stellte eine enorme technologische Herausforderung dar und erwies sich als unzuverlässig. Dieses Problem war ein schwerwiegender Mangel der Konstruktion, da ein Wassereinbruch über den großen Abgaskanal beim Tauchen sicher zu einem Totalverlust der Besatzung und des Bootes geführt hätte. Obzwar das Antriebskonzept der Narval revolutionär und zukunftsweisend war, bewies es aber auch unzweifelhaft, dass konventionelle Dampfkolbenmaschinen für den Einsatz in U-Booten ungeeignet sind. Spätere Versuche der Briten zwischen 1917 und 1919 mit der Dampfturbinen-getriebenen K-Klasse forderten infolge schwerer Unfälle weit über hundert Menschenleben englischer Seeleute. Erst seit der Einführung nuklearer Druckwasserreaktoren in den 1950ern wird das Prinzip des Dampfantriebes wieder auf U-Booten genutzt.
Als Bewaffnung dienten vier 450-mm-Torpedos. Anstelle von Torpedorohren wurden außen am Rumpf angebrachte Ablaufgestelle genutzt. Diese zum Zielen schwenkbare Konstruktion wird nach ihrem russischen Erfinder auch als Drzewiecki-Abwurfkragen bezeichnet.
Infolge der Faschoda-Krise, die Frankreich und Großbritannien an den Rand eines Krieges brachte, baute Frankreich weitere teilweise über die nationalistisch aufgeheizte Öffentlichkeit durch freiwillige private Spenden finanzierte U-Boote. Ergebnis des folgenden Bauprogrammes waren die auf der Narval basierenden vier U-Boote der Sirène-, die vier U-Boote der Farfadet- und die zwei U-Boote der Morse-Klasse. Um 1904 besaß die französische Marine über 10 kampfbereite moderne U-Boote und 20 Jahre Einsatzerfahrung, während alle anderen großen Marinen bestenfalls bei der Einführung ihrer ersten Versuchs-U-Boote waren. Der deutliche technologische und quantitative Vorsprung der Franzosen im U-Boot-Bau wurde aber bis zum Ausbruch des Ersten Weltkrieges 1914 von der US-Navy, der britischen Royal Navy und insbesondere der deutschen Kaiserlichen Marine schnell aufgeholt.
Die Narval wurde 1909 aus dem französischen Flottenregister gestrichen.